# Édouard Taeymans
Édouard Taeymans (1893. április 20. – ?) olimpiai bronzérmes belga tornász.
Ez első világháború után az 1920. évi nyári olimpiai játékokon indult, és mint tornász versenyzett. Svéd rendszerű csapat összetettben bronzérmes lett.